# Mîkolaiiv, Pustomîtî
Mîkolaiiv (în ucraineană Миколаїв) este localitatea de reședință a comunei Mîkolaiiv din raionul Pustomîtî, regiunea Liov, Ucraina.

## Demografie
Componența lingvistică a localității Mîkolaiiv
     Ucraineană (99,4%)
     Alte limbi (0,3%)
Conform recensământului din 2001, majoritatea populației localității Mîkolaiiv era vorbitoare de ucraineană (99,4%), existând în minoritate și vorbitori de alte limbi.